# Volta a Luxemburg 2020
La Volta a Luxemburg 2020, 80a edició de la Volta a Luxemburg, es disputà entre el 15 i el 19 de juny de 2020 sobre un recorregut de 716,5 km repartits entre cinc etapes. La cursa formava part del calendari de l'UCI ProSeries 2020, amb una categoria 2.Pro.
El vencedor final fou l'italià Diego Ulissi (UAE Team Emirates), seguit del noruec Markus Hoelgaard (Uno-X Pro Cycling) i el belga Aimé De Gendt (Circus-Wanty Gobert).

## Equips
En aquesta edició hi prenen part 21 equips, 8 UCI WorldTeam, 12 UCI ProTeams i 3 equips continentals.
| WorldTeams (8)- AG2R La Mondiale - Astana - Bahrain McLaren - Groupama-FDJ - Lotto Soudal - NTT Pro Cycling - Trek-Segafredo - UAE Team Emirates ProTeams (12)- Alpecin-Fenix - Bardiani CSF Faizanè - Bingoal-Wallonie Bruxelles - Burgos-BH - Caja Rural-Seguros RGA - Circus-Wanty Gobert - Nippo Delko One Provence - Riwal Securitas - Sport Vlaanderen-Baloise - Arkéa-Samsic - Uno-X Pro Cycling Team - Vini Zabù-KTM Equips continentals (3)- Leopard - Natura4Ever-Roubaix Lille Métropole - Vorarlberg Santic |
| |

## Etapes
| Etapa    | Data      | Ciutats d'etapa                           | type              | Distància (km) | Vencedor de l'etapa | Líder de la general  |
| -------- | --------- | ----------------------------------------- | ----------------- | -------------- | ------------------- | -------------------- |
| 1a etapa | 15 de set | Ciutat de Luxemburg – Ciutat de Luxemburg | etapa accidentada | 133,5          | Diego Ulissi        | Diego Ulissi         |
| 2a etapa | 16 de set | Remich – Hesper                           | etapa accidentada | 40,7           | Arnaud Démare       | Diego Ulissi         |
| 3a etapa | 17 de set | Rouspert – Schifflange                    | etapa accidentada | 164,3          | John Degenkolb      | Eduard-Michael Grosu |
| 4a etapa | 18 de set | Rodange – Differdange                     | etapa accidentada | 201            | Diego Ulissi        | Diego Ulissi         |
| 5a etapa | 19 de set | Mersch – Ciutat de Luxemburg              | etapa accidentada | 177            | Andreas Kron        | Diego Ulissi         |

### Etapa 1
| \| Classificació de l'etapa \| Classificació de l'etapa \| Classificació de l'etapa \| Classificació de l'etapa \| Classificació de l'etapa \| \| Corredor \| Corredor \| Equip \| Temps \| \| \| ------------------------ \| ------------------------ \| ------------------------ \| ------------------------ \| ------------------------ \| \| 1r \| Diego Ulissi \| UAE Team Emirates \| 3h 13' 15" \| \| \| 2n \| Amaury Capiot \| Sport Vlaanderen-Baloise \| + 0" \| \| \| 3r \| Eduard-Michael Grosu \| Nippo-Delko One Provence \| + 0" \| \| \| 4t \| Jon Aberasturi Izaga \| Caja Rural-Seguros RGA \| + 0" \| \| \| 5è \| Jasper Philipsen \| UAE Team Emirates \| + 0" \| \| \| 6è \| Rui Oliveira \| UAE Team Emirates \| + 0" \| \| \| 7è \| Alexander Krieger \| Alpecin-Fenix \| + 0" \| \| \| 8è \| Eros Capecchi \| Bahrain McLaren \| + 0" \| \| \| 9è \| Markus Hoelgaard \| Uno-X Pro Cycling Team \| + 0" \| \| \| 10è \| Jordi Warlop \| Sport Vlaanderen-Baloise \| + 0" \| \| |                      |                          |            |
| |                      |                          |            |
| Font: ProCyclingStats |                      |                          |            |
| Classificació de l'etapa |                      |                          |            |
| Corredor | Corredor             | Equip                    | Temps      |
| 1r | Diego Ulissi         | UAE Team Emirates        | 3h 13' 15" |
| 2n | Amaury Capiot        | Sport Vlaanderen-Baloise | + 0"       |
| 3r | Eduard-Michael Grosu | Nippo-Delko One Provence | + 0"       |
| 4t | Jon Aberasturi Izaga | Caja Rural-Seguros RGA   | + 0"       |
| 5è | Jasper Philipsen     | UAE Team Emirates        | + 0"       |
| 6è | Rui Oliveira         | UAE Team Emirates        | + 0"       |
| 7è | Alexander Krieger    | Alpecin-Fenix            | + 0"       |
| 8è | Eros Capecchi        | Bahrain McLaren          | + 0"       |
| 9è | Markus Hoelgaard     | Uno-X Pro Cycling Team   | + 0"       |
| 10è | Jordi Warlop         | Sport Vlaanderen-Baloise | + 0"       |

| \| Classificació general \| Classificació general \| Classificació general \| Classificació general \| Classificació general \| \| Corredor \| Corredor \| Equip \| Temps \| \| \| --------------------- \| --------------------- \| ------------------------ \| --------------------- \| --------------------- \| \| 1r \| Diego Ulissi \| UAE Team Emirates \| 3h 13' 02" \| \| \| 2n \| Amaury Capiot \| Sport Vlaanderen-Baloise \| + 7" \| \| \| 3r \| Eduard-Michael Grosu \| Nippo-Delko One Provence \| + 7" \| \| \| 4t \| Petr Vakoč \| Alpecin-Fenix \| + 12" \| \| \| 5è \| Jon Aberasturi Izaga \| Caja Rural-Seguros RGA \| + 13" \| \| \| 6è \| Jasper Philipsen \| UAE Team Emirates \| + 13" \| \| \| 7è \| Rui Oliveira \| UAE Team Emirates \| + 13" \| \| \| 8è \| Alexander Krieger \| Alpecin-Fenix \| + 13" \| \| \| 9è \| Eros Capecchi \| Bahrain McLaren \| + 13" \| \| \| 10è \| Markus Hoelgaard \| Uno-X Pro Cycling Team \| + 13" \| \| |                      |                          |            |
| |                      |                          |            |
| Font: ProCyclingStats |                      |                          |            |
| Classificació general |                      |                          |            |
| Corredor | Corredor             | Equip                    | Temps      |
| 1r | Diego Ulissi         | UAE Team Emirates        | 3h 13' 02" |
| 2n | Amaury Capiot        | Sport Vlaanderen-Baloise | + 7"       |
| 3r | Eduard-Michael Grosu | Nippo-Delko One Provence | + 7"       |
| 4t | Petr Vakoč           | Alpecin-Fenix            | + 12"      |
| 5è | Jon Aberasturi Izaga | Caja Rural-Seguros RGA   | + 13"      |
| 6è | Jasper Philipsen     | UAE Team Emirates        | + 13"      |
| 7è | Rui Oliveira         | UAE Team Emirates        | + 13"      |
| 8è | Alexander Krieger    | Alpecin-Fenix            | + 13"      |
| 9è | Eros Capecchi        | Bahrain McLaren          | + 13"      |
| 10è | Markus Hoelgaard     | Uno-X Pro Cycling Team   | + 13"      |

### Etapa 2
| \| Classificació de l'etapa \| Classificació de l'etapa \| Classificació de l'etapa \| Classificació de l'etapa \| Classificació de l'etapa \| \| Corredor \| Corredor \| Equip \| Temps \| \| \| ------------------------ \| --------------------------- \| ------------------------ \| ------------------------ \| ------------------------ \| \| 1r \| Arnaud Démare \| Groupama-FDJ \| 50' 06" \| \| \| 2n \| Jasper Philipsen \| UAE Team Emirates \| + 0" \| \| \| 3r \| Alexander Krieger \| Alpecin-Fenix \| + 0" \| \| \| 4t \| Jordi Warlop \| Sport Vlaanderen-Baloise \| + 0" \| \| \| 5è \| Amaury Capiot \| Sport Vlaanderen-Baloise \| + 0" \| \| \| 6è \| Jacopo Guarnieri \| Groupama-FDJ \| + 0" \| \| \| 7è \| Eduard-Michael Grosu \| Nippo-Delko One Provence \| + 0" \| \| \| 8è \| Rui Oliveira \| UAE Team Emirates \| + 0" \| \| \| 9è \| Martijn Budding \| Riwal Securitas \| + 0" \| \| \| 10è \| Reinardt Janse van Rensburg \| NTT Pro Cycling \| + 0" \| \| |                             |                          |         |
| |                             |                          |         |
| Font: ProCyclingStats |                             |                          |         |
| Classificació de l'etapa |                             |                          |         |
| Corredor | Corredor                    | Equip                    | Temps   |
| 1r | Arnaud Démare               | Groupama-FDJ             | 50' 06" |
| 2n | Jasper Philipsen            | UAE Team Emirates        | + 0"    |
| 3r | Alexander Krieger           | Alpecin-Fenix            | + 0"    |
| 4t | Jordi Warlop                | Sport Vlaanderen-Baloise | + 0"    |
| 5è | Amaury Capiot               | Sport Vlaanderen-Baloise | + 0"    |
| 6è | Jacopo Guarnieri            | Groupama-FDJ             | + 0"    |
| 7è | Eduard-Michael Grosu        | Nippo-Delko One Provence | + 0"    |
| 8è | Rui Oliveira                | UAE Team Emirates        | + 0"    |
| 9è | Martijn Budding             | Riwal Securitas          | + 0"    |
| 10è | Reinardt Janse van Rensburg | NTT Pro Cycling          | + 0"    |

| \| Classificació general \| Classificació general \| Classificació general \| Classificació general \| Classificació general \| \| Corredor \| Corredor \| Equip \| Temps \| \| \| --------------------- \| --------------------------- \| ------------------------ \| --------------------- \| --------------------- \| \| 1r \| Diego Ulissi \| UAE Team Emirates \| 4h 03' 11" \| \| \| 2n \| Jasper Philipsen \| UAE Team Emirates \| + 4" \| \| \| 3r \| Amaury Capiot \| Sport Vlaanderen-Baloise \| + 4" \| \| \| 4t \| Eduard-Michael Grosu \| Nippo-Delko One Provence \| + 4" \| \| \| 5è \| Alexander Krieger \| Alpecin-Fenix \| + 6" \| \| \| 6è \| Rui Oliveira \| UAE Team Emirates \| + 7" \| \| \| 7è \| Jordi Warlop \| Sport Vlaanderen-Baloise \| + 10" \| \| \| 8è \| Reinardt Janse van Rensburg \| NTT Pro Cycling \| + 10" \| \| \| 9è \| Petr Vakoč \| Alpecin-Fenix \| + 12" \| \| \| 10è \| Jon Aberasturi Izaga \| Caja Rural-Seguros RGA \| + 13" \| \| |                             |                          |            |
| |                             |                          |            |
| Font: ProCyclingStats |                             |                          |            |
| Classificació general |                             |                          |            |
| Corredor | Corredor                    | Equip                    | Temps      |
| 1r | Diego Ulissi                | UAE Team Emirates        | 4h 03' 11" |
| 2n | Jasper Philipsen            | UAE Team Emirates        | + 4"       |
| 3r | Amaury Capiot               | Sport Vlaanderen-Baloise | + 4"       |
| 4t | Eduard-Michael Grosu        | Nippo-Delko One Provence | + 4"       |
| 5è | Alexander Krieger           | Alpecin-Fenix            | + 6"       |
| 6è | Rui Oliveira                | UAE Team Emirates        | + 7"       |
| 7è | Jordi Warlop                | Sport Vlaanderen-Baloise | + 10"      |
| 8è | Reinardt Janse van Rensburg | NTT Pro Cycling          | + 10"      |
| 9è | Petr Vakoč                  | Alpecin-Fenix            | + 12"      |
| 10è | Jon Aberasturi Izaga        | Caja Rural-Seguros RGA   | + 13"      |

### Etapa 3
| \| Classificació de l'etapa \| Classificació de l'etapa \| Classificació de l'etapa \| Classificació de l'etapa \| Classificació de l'etapa \| \| Corredor \| Corredor \| Equip \| Temps \| \| \| ------------------------ \| --------------------------- \| ------------------------ \| ------------------------ \| ------------------------ \| \| 1r \| John Degenkolb \| Lotto-Soudal \| 3h 35' 43" \| \| \| 2n \| Eduard-Michael Grosu \| Nippo-Delko One Provence \| + 0" \| \| \| 3r \| Pieter Vanspeybrouck \| Circus-Wanty Gobert \| + 0" \| \| \| 4t \| Reinardt Janse van Rensburg \| NTT Pro Cycling \| + 0" \| \| \| 5è \| Ievgueni Guiditx \| Astana \| + 0" \| \| \| 6è \| August Jensen \| Riwal Securitas \| + 0" \| \| \| 7è \| Amaury Capiot \| Sport Vlaanderen-Baloise \| + 0" \| \| \| 8è \| Jordi Warlop \| Sport Vlaanderen-Baloise \| + 0" \| \| \| 9è \| Lawrence Naesen \| AG2R La Mondiale \| + 0" \| \| \| 10è \| Alexander Krieger \| Alpecin-Fenix \| + 0" \| \| |                             |                          |            |
| |                             |                          |            |
| Font: ProCyclingStats |                             |                          |            |
| Classificació de l'etapa |                             |                          |            |
| Corredor | Corredor                    | Equip                    | Temps      |
| 1r | John Degenkolb              | Lotto-Soudal             | 3h 35' 43" |
| 2n | Eduard-Michael Grosu        | Nippo-Delko One Provence | + 0"       |
| 3r | Pieter Vanspeybrouck        | Circus-Wanty Gobert      | + 0"       |
| 4t | Reinardt Janse van Rensburg | NTT Pro Cycling          | + 0"       |
| 5è | Ievgueni Guiditx            | Astana                   | + 0"       |
| 6è | August Jensen               | Riwal Securitas          | + 0"       |
| 7è | Amaury Capiot               | Sport Vlaanderen-Baloise | + 0"       |
| 8è | Jordi Warlop                | Sport Vlaanderen-Baloise | + 0"       |
| 9è | Lawrence Naesen             | AG2R La Mondiale         | + 0"       |
| 10è | Alexander Krieger           | Alpecin-Fenix            | + 0"       |

| \| Classificació general \| Classificació general \| Classificació general \| Classificació general \| Classificació general \| \| Corredor \| Corredor \| Equip \| Temps \| \| \| --------------------- \| --------------------------- \| ------------------------ \| --------------------- \| --------------------- \| \| 1r \| Eduard-Michael Grosu \| Nippo-Delko One Provence \| 7h 38' 49" \| \| \| 2n \| Diego Ulissi \| UAE Team Emirates \| + 5" \| \| \| 3r \| Amaury Capiot \| Sport Vlaanderen-Baloise \| + 9" \| \| \| 4t \| Alexander Krieger \| Alpecin-Fenix \| + 11" \| \| \| 5è \| Vincenzo Albanese \| Bardiani CSF Faizanè \| + 12" \| \| \| 6è \| Rui Oliveira \| UAE Team Emirates \| + 12" \| \| \| 7è \| Jordi Warlop \| Sport Vlaanderen-Baloise \| + 15" \| \| \| 8è \| Reinardt Janse van Rensburg \| NTT Pro Cycling \| + 15" \| \| \| 9è \| Tim Wellens \| Lotto-Soudal \| + 16" \| \| \| 10è \| Jan Bakelants \| Circus-Wanty Gobert \| + 17" \| \| |                             |                          |            |
| |                             |                          |            |
| Font: ProCyclingStats |                             |                          |            |
| Classificació general |                             |                          |            |
| Corredor | Corredor                    | Equip                    | Temps      |
| 1r | Eduard-Michael Grosu        | Nippo-Delko One Provence | 7h 38' 49" |
| 2n | Diego Ulissi                | UAE Team Emirates        | + 5"       |
| 3r | Amaury Capiot               | Sport Vlaanderen-Baloise | + 9"       |
| 4t | Alexander Krieger           | Alpecin-Fenix            | + 11"      |
| 5è | Vincenzo Albanese           | Bardiani CSF Faizanè     | + 12"      |
| 6è | Rui Oliveira                | UAE Team Emirates        | + 12"      |
| 7è | Jordi Warlop                | Sport Vlaanderen-Baloise | + 15"      |
| 8è | Reinardt Janse van Rensburg | NTT Pro Cycling          | + 15"      |
| 9è | Tim Wellens                 | Lotto-Soudal             | + 16"      |
| 10è | Jan Bakelants               | Circus-Wanty Gobert      | + 17"      |

### Etapa 4
| \| Classificació de l'etapa \| Classificació de l'etapa \| Classificació de l'etapa \| Classificació de l'etapa \| Classificació de l'etapa \| \| Corredor \| Corredor \| Equip \| Temps \| \| \| ------------------------ \| ------------------------ \| ------------------------ \| ------------------------ \| ------------------------ \| \| 1r \| Diego Ulissi \| UAE Team Emirates \| 4h 45' 23" \| \| \| 2n \| Aimé De Gendt \| Circus-Wanty Gobert \| + 0" \| \| \| 3r \| Markus Hoelgaard \| Uno-X Pro Cycling Team \| + 0" \| \| \| 4t \| Tim Wellens \| Lotto-Soudal \| + 0" \| \| \| 5è \| Alexander Krieger \| Alpecin-Fenix \| + 15" \| \| \| 6è \| Jan Bakelants \| Circus-Wanty Gobert \| + 15" \| \| \| 7è \| Mauro Schmid \| Leopard Pro Cycling \| + 15" \| \| \| 8è \| Vadim Pronskiy \| Astana \| + 15" \| \| \| 9è \| Aurélien Paret-Peintre \| AG2R La Mondiale \| + 15" \| \| \| 10è \| Andreas Kron \| Riwal Securitas \| + 15" \| \| |                        |                        |            |
| |                        |                        |            |
| Font: ProCyclingStats |                        |                        |            |
| Classificació de l'etapa |                        |                        |            |
| Corredor | Corredor               | Equip                  | Temps      |
| 1r | Diego Ulissi           | UAE Team Emirates      | 4h 45' 23" |
| 2n | Aimé De Gendt          | Circus-Wanty Gobert    | + 0"       |
| 3r | Markus Hoelgaard       | Uno-X Pro Cycling Team | + 0"       |
| 4t | Tim Wellens            | Lotto-Soudal           | + 0"       |
| 5è | Alexander Krieger      | Alpecin-Fenix          | + 15"      |
| 6è | Jan Bakelants          | Circus-Wanty Gobert    | + 15"      |
| 7è | Mauro Schmid           | Leopard Pro Cycling    | + 15"      |
| 8è | Vadim Pronskiy         | Astana                 | + 15"      |
| 9è | Aurélien Paret-Peintre | AG2R La Mondiale       | + 15"      |
| 10è | Andreas Kron           | Riwal Securitas        | + 15"      |

| \| Classificació general \| Classificació general \| Classificació general \| Classificació general \| Classificació general \| \| Corredor \| Corredor \| Equip \| Temps \| \| \| --------------------- \| ---------------------- \| ---------------------- \| --------------------- \| --------------------- \| \| 1r \| Diego Ulissi \| UAE Team Emirates \| 12h 24' 07" \| \| \| 2n \| Aimé De Gendt \| Circus-Wanty Gobert \| + 17" \| \| \| 3r \| Markus Hoelgaard \| Uno-X Pro Cycling Team \| + 19" \| \| \| 4t \| Tim Wellens \| Lotto-Soudal \| + 21" \| \| \| 5è \| Alexander Krieger \| Alpecin-Fenix \| + 31" \| \| \| 6è \| Jan Bakelants \| Circus-Wanty Gobert \| + 34" \| \| \| 7è \| Aurélien Paret-Peintre \| AG2R La Mondiale \| + 38" \| \| \| 8è \| Clément Champoussin \| AG2R La Mondiale \| + 38" \| \| \| 9è \| Mauro Schmid \| Leopard Pro Cycling \| + 38" \| \| \| 10è \| Andreas Kron \| Riwal Securitas \| + 38" \| \| |                        |                        |             |
| |                        |                        |             |
| Font: ProCyclingStats |                        |                        |             |
| Classificació general |                        |                        |             |
| Corredor | Corredor               | Equip                  | Temps       |
| 1r | Diego Ulissi           | UAE Team Emirates      | 12h 24' 07" |
| 2n | Aimé De Gendt          | Circus-Wanty Gobert    | + 17"       |
| 3r | Markus Hoelgaard       | Uno-X Pro Cycling Team | + 19"       |
| 4t | Tim Wellens            | Lotto-Soudal           | + 21"       |
| 5è | Alexander Krieger      | Alpecin-Fenix          | + 31"       |
| 6è | Jan Bakelants          | Circus-Wanty Gobert    | + 34"       |
| 7è | Aurélien Paret-Peintre | AG2R La Mondiale       | + 38"       |
| 8è | Clément Champoussin    | AG2R La Mondiale       | + 38"       |
| 9è | Mauro Schmid           | Leopard Pro Cycling    | + 38"       |
| 10è | Andreas Kron           | Riwal Securitas        | + 38"       |

### Etapa 5
| \| Classificació de l'etapa \| Classificació de l'etapa \| Classificació de l'etapa \| Classificació de l'etapa \| Classificació de l'etapa \| \| Corredor \| Corredor \| Equip \| Temps \| \| \| ------------------------ \| ------------------------ \| ------------------------ \| ------------------------ \| ------------------------ \| \| 1r \| Andreas Kron \| Riwal Securitas \| 4h 08' 42" \| \| \| 2n \| Diego Ulissi \| UAE Team Emirates \| + 0" \| \| \| 3r \| Markus Hoelgaard \| Uno-X Pro Cycling Team \| + 0" \| \| \| 4t \| Jan Bakelants \| Circus-Wanty Gobert \| + 0" \| \| \| 5è \| Petr Vakoč \| Alpecin-Fenix \| + 0" \| \| \| 6è \| Clément Champoussin \| AG2R La Mondiale \| + 0" \| \| \| 7è \| Aimé De Gendt \| Circus-Wanty Gobert \| + 0" \| \| \| 8è \| Franck Bonnamour \| Arkéa-Samsic \| + 6" \| \| \| 9è \| Alexander Krieger \| Alpecin-Fenix \| + 6" \| \| \| 10è \| Romain Hardy \| Arkéa-Samsic \| + 6" \| \| |                     |                        |            |
| |                     |                        |            |
| Font: ProCyclingStats |                     |                        |            |
| Classificació de l'etapa |                     |                        |            |
| Corredor | Corredor            | Equip                  | Temps      |
| 1r | Andreas Kron        | Riwal Securitas        | 4h 08' 42" |
| 2n | Diego Ulissi        | UAE Team Emirates      | + 0"       |
| 3r | Markus Hoelgaard    | Uno-X Pro Cycling Team | + 0"       |
| 4t | Jan Bakelants       | Circus-Wanty Gobert    | + 0"       |
| 5è | Petr Vakoč          | Alpecin-Fenix          | + 0"       |
| 6è | Clément Champoussin | AG2R La Mondiale       | + 0"       |
| 7è | Aimé De Gendt       | Circus-Wanty Gobert    | + 0"       |
| 8è | Franck Bonnamour    | Arkéa-Samsic           | + 6"       |
| 9è | Alexander Krieger   | Alpecin-Fenix          | + 6"       |
| 10è | Romain Hardy        | Arkéa-Samsic           | + 6"       |

## Classificacions finals

### Classificació general
| \| Classificació general \| Classificació general \| Classificació general \| Classificació general \| Classificació general \| \| Corredor \| Corredor \| Equip \| Temps \| \| \| --------------------- \| ---------------------- \| ---------------------- \| --------------------- \| --------------------- \| \| 1r \| Diego Ulissi \| UAE Team Emirates \| 16h 32' 39" \| \| \| 2n \| Markus Hoelgaard \| Uno-X Pro Cycling Team \| + 25" \| \| \| 3r \| Aimé De Gendt \| Circus-Wanty Gobert \| + 27" \| \| \| 4t \| Tim Wellens \| Lotto-Soudal \| + 35" \| \| \| 5è \| Andreas Kron \| Riwal Securitas \| + 38" \| \| \| 6è \| Jan Bakelants \| Circus-Wanty Gobert \| + 44" \| \| \| 7è \| Alexander Krieger \| Alpecin-Fenix \| + 47" \| \| \| 8è \| Clément Champoussin \| AG2R La Mondiale \| + 48" \| \| \| 9è \| Petr Vakoč \| Alpecin-Fenix \| + 50" \| \| \| 10è \| Aurélien Paret-Peintre \| AG2R La Mondiale \| + 54" \| \| |                        |                        |             |
| |                        |                        |             |
| Font: ProCyclingStats |                        |                        |             |
| Classificació general |                        |                        |             |
| Corredor | Corredor               | Equip                  | Temps       |
| 1r | Diego Ulissi           | UAE Team Emirates      | 16h 32' 39" |
| 2n | Markus Hoelgaard       | Uno-X Pro Cycling Team | + 25"       |
| 3r | Aimé De Gendt          | Circus-Wanty Gobert    | + 27"       |
| 4t | Tim Wellens            | Lotto-Soudal           | + 35"       |
| 5è | Andreas Kron           | Riwal Securitas        | + 38"       |
| 6è | Jan Bakelants          | Circus-Wanty Gobert    | + 44"       |
| 7è | Alexander Krieger      | Alpecin-Fenix          | + 47"       |
| 8è | Clément Champoussin    | AG2R La Mondiale       | + 48"       |
| 9è | Petr Vakoč             | Alpecin-Fenix          | + 50"       |
| 10è | Aurélien Paret-Peintre | AG2R La Mondiale       | + 54"       |

| Classificació per punts | Classificació per punts | Classificació per punts  | Classificació per punts | Classificació per punts |
| Corredor                | Corredor                | Equip                    | Punts                   |                         |
| ----------------------- | ----------------------- | ------------------------ | ----------------------- | ----------------------- |
| 1r                      | Diego Ulissi            | UAE Team Emirates        | 56 pts                  |                         |
| 2n                      | Alexander Krieger       | Alpecin-Fenix            | 30 pts                  |                         |
| 3r                      | Markus Hoelgaard        | Uno-X Pro Cycling Team   | 28 pts                  |                         |
| 4t                      | Andreas Kron            | Riwal Securitas          | 21 pts                  |                         |
| 5è                      | Aimé De Gendt           | Circus-Wanty Gobert      | 21 pts                  |                         |
| 6è                      | John Degenkolb          | Lotto-Soudal             | 20 pts                  |                         |
| 7è                      | Arnaud Démare           | Groupama-FDJ             | 20 pts                  |                         |
| 8è                      | Jan Bakelants           | Circus-Wanty Gobert      | 18 pts                  |                         |
| 9è                      | Jordi Warlop            | Sport Vlaanderen-Baloise | 15 pts                  |                         |
| 10è                     | Pieter Vanspeybrouck    | Circus-Wanty Gobert      | 13 pts                  |                         |

| Classificació per punts | Classificació per punts | Classificació per punts  | Classificació per punts | Classificació per punts |
| Corredor                | Corredor                | Equip                    | Punts                   |                         |
| ----------------------- | ----------------------- | ------------------------ | ----------------------- | ----------------------- |
| 1r                      | Diego Ulissi            | UAE Team Emirates        | 56 pts                  |                         |
| 2n                      | Alexander Krieger       | Alpecin-Fenix            | 30 pts                  |                         |
| 3r                      | Markus Hoelgaard        | Uno-X Pro Cycling Team   | 28 pts                  |                         |
| 4t                      | Andreas Kron            | Riwal Securitas          | 21 pts                  |                         |
| 5è                      | Aimé De Gendt           | Circus-Wanty Gobert      | 21 pts                  |                         |
| 6è                      | John Degenkolb          | Lotto-Soudal             | 20 pts                  |                         |
| 7è                      | Arnaud Démare           | Groupama-FDJ             | 20 pts                  |                         |
| 8è                      | Jan Bakelants           | Circus-Wanty Gobert      | 18 pts                  |                         |
| 9è                      | Jordi Warlop            | Sport Vlaanderen-Baloise | 15 pts                  |                         |
| 10è                     | Pieter Vanspeybrouck    | Circus-Wanty Gobert      | 13 pts                  |                         |

| Classificació de la muntanya | Classificació de la muntanya | Classificació de la muntanya | Classificació de la muntanya | Classificació de la muntanya |
| Corredor                     | Corredor                     | Equip                        | Punts                        |                              |
| ---------------------------- | ---------------------------- | ---------------------------- | ---------------------------- | ---------------------------- |
| 1r                           | Baptiste Planckaert          | Bingoal-Wallonie Bruxelles   | 29 pts                       |                              |
| 2n                           | Ben O'Connor                 | NTT Pro Cycling              | 18 pts                       |                              |
| 3r                           | Diego Ulissi                 | UAE Team Emirates            | 12 pts                       |                              |
| 4t                           | Santiago Buitrago Sánchez    | Bahrain McLaren              | 9 pts                        |                              |
| 5è                           | Clément Champoussin          | AG2R La Mondiale             | 8 pts                        |                              |
| 6è                           | Xandro Meurisse              | Circus-Wanty Gobert          | 8 pts                        |                              |
| 7è                           | Etienne van Empel            | Vini Zabù-KTM                | 8 pts                        |                              |
| 8è                           | François Bidard              | AG2R La Mondiale             | 7 pts                        |                              |
| 9è                           | Andreas Kron                 | Riwal Securitas              | 7 pts                        |                              |
| 10è                          | Johannes Schinnagel          | Team Vorarlberg-Santic       | 7 pts                        |                              |

| Classificació de la muntanya | Classificació de la muntanya | Classificació de la muntanya | Classificació de la muntanya | Classificació de la muntanya |
| Corredor                     | Corredor                     | Equip                        | Punts                        |                              |
| ---------------------------- | ---------------------------- | ---------------------------- | ---------------------------- | ---------------------------- |
| 1r                           | Baptiste Planckaert          | Bingoal-Wallonie Bruxelles   | 29 pts                       |                              |
| 2n                           | Ben O'Connor                 | NTT Pro Cycling              | 18 pts                       |                              |
| 3r                           | Diego Ulissi                 | UAE Team Emirates            | 12 pts                       |                              |
| 4t                           | Santiago Buitrago Sánchez    | Bahrain McLaren              | 9 pts                        |                              |
| 5è                           | Clément Champoussin          | AG2R La Mondiale             | 8 pts                        |                              |
| 6è                           | Xandro Meurisse              | Circus-Wanty Gobert          | 8 pts                        |                              |
| 7è                           | Etienne van Empel            | Vini Zabù-KTM                | 8 pts                        |                              |
| 8è                           | François Bidard              | AG2R La Mondiale             | 7 pts                        |                              |
| 9è                           | Andreas Kron                 | Riwal Securitas              | 7 pts                        |                              |
| 10è                          | Johannes Schinnagel          | Team Vorarlberg-Santic       | 7 pts                        |                              |

| Classificació del millor jove | Classificació del millor jove | Classificació del millor jove       | Classificació del millor jove | Classificació del millor jove |
| Corredor                      | Corredor                      | Equip                               | Temps                         |                               |
| ----------------------------- | ----------------------------- | ----------------------------------- | ----------------------------- | ----------------------------- |
| 1r                            | Andreas Kron                  | Riwal Securitas                     | 16h 33' 17"                   |                               |
| 2n                            | Clément Champoussin           | AG2R La Mondiale                    | + 10"                         |                               |
| 3r                            | Aurélien Paret-Peintre        | AG2R La Mondiale                    | + 16"                         |                               |
| 4t                            | Mauro Schmid                  | Leopard Pro Cycling                 | + 21"                         |                               |
| 5è                            | Vadim Pronskiy                | Astana                              | + 27"                         |                               |
| 6è                            | Santiago Buitrago Sánchez     | Bahrain McLaren                     | + 1' 48"                      |                               |
| 7è                            | Jan Maas                      | Leopard Pro Cycling                 | + 2' 35"                      |                               |
| 8è                            | Ivan Centrone                 | Natura4Ever-Roubaix Lille Métropole | + 2' 42"                      |                               |
| 9è                            | Jordi Warlop                  | Sport Vlaanderen-Baloise            | + 2' 48"                      |                               |
| 10è                           | Senne Leysen                  | Alpecin-Fenix                       | + 3' 02"                      |                               |

| Classificació del millor jove | Classificació del millor jove | Classificació del millor jove       | Classificació del millor jove | Classificació del millor jove |
| Corredor                      | Corredor                      | Equip                               | Temps                         |                               |
| ----------------------------- | ----------------------------- | ----------------------------------- | ----------------------------- | ----------------------------- |
| 1r                            | Andreas Kron                  | Riwal Securitas                     | 16h 33' 17"                   |                               |
| 2n                            | Clément Champoussin           | AG2R La Mondiale                    | + 10"                         |                               |
| 3r                            | Aurélien Paret-Peintre        | AG2R La Mondiale                    | + 16"                         |                               |
| 4t                            | Mauro Schmid                  | Leopard Pro Cycling                 | + 21"                         |                               |
| 5è                            | Vadim Pronskiy                | Astana                              | + 27"                         |                               |
| 6è                            | Santiago Buitrago Sánchez     | Bahrain McLaren                     | + 1' 48"                      |                               |
| 7è                            | Jan Maas                      | Leopard Pro Cycling                 | + 2' 35"                      |                               |
| 8è                            | Ivan Centrone                 | Natura4Ever-Roubaix Lille Métropole | + 2' 42"                      |                               |
| 9è                            | Jordi Warlop                  | Sport Vlaanderen-Baloise            | + 2' 48"                      |                               |
| 10è                           | Senne Leysen                  | Alpecin-Fenix                       | + 3' 02"                      |                               |

| Classificació per equips | Classificació per equips   | Classificació per equips | Classificació per equips |
| Equip                    | Equip                      | Temps                    |                          |
| ------------------------ | -------------------------- | ------------------------ | ------------------------ |
| 1r                       | AG2R La Mondiale           | 49h 42' 17"              |                          |
| 2n                       | Alpecin-Fenix              | + 1' 02"                 |                          |
| 3r                       | Circus-Wanty Gobert        | + 3' 16"                 |                          |
| 4t                       | Lotto Soudal               | + 3' 27"                 |                          |
| 5è                       | Arkéa-Samsic               | + 3' 32"                 |                          |
| 6è                       | Bingoal-Wallonie Bruxelles | + 5' 32"                 |                          |
| 7è                       | Sport Vlaanderen-Baloise   | + 7' 37"                 |                          |
| 8è                       | Riwal Securitas            | + 10' 52"                |                          |
| 9è                       | NTT Pro Cycling            | + 10' 55"                |                          |
| 10è                      | Astana                     | + 12' 15"                |                          |

| Classificació per equips | Classificació per equips   | Classificació per equips | Classificació per equips |
| Equip                    | Equip                      | Temps                    |                          |
| ------------------------ | -------------------------- | ------------------------ | ------------------------ |
| 1r                       | AG2R La Mondiale           | 49h 42' 17"              |                          |
| 2n                       | Alpecin-Fenix              | + 1' 02"                 |                          |
| 3r                       | Circus-Wanty Gobert        | + 3' 16"                 |                          |
| 4t                       | Lotto Soudal               | + 3' 27"                 |                          |
| 5è                       | Arkéa-Samsic               | + 3' 32"                 |                          |
| 6è                       | Bingoal-Wallonie Bruxelles | + 5' 32"                 |                          |
| 7è                       | Sport Vlaanderen-Baloise   | + 7' 37"                 |                          |
| 8è                       | Riwal Securitas            | + 10' 52"                |                          |
| 9è                       | NTT Pro Cycling            | + 10' 55"                |                          |
| 10è                      | Astana                     | + 12' 15"                |                          |

## Evolució de les classificacions
| Etapa | Vencedor       | Classificació general | Classificació de la muntanya | Classificació per punts | Classificació dels joves | Classificació per equips |
| ----- | -------------- | --------------------- | ---------------------------- | ----------------------- | ------------------------ | ------------------------ |
| 1     | Diego Ulissi   | Diego Ulissi          | Diego Ulissi                 | Axel Zingle             | Jasper Philipsen         | UAE Team Emirates        |
| 2     | Arnaud Démare  | Diego Ulissi          | Jasper Philipsen             | Axel Zingle             | Jasper Philipsen         | UAE Team Emirates        |
| 3     | John Degenkolb | Eduard-Michael Grosu  | Eduard-Michael Grosu         | Baptiste Planckaert     | Vincenzo Albanese        | Riwal Securitas          |
| 4     | Diego Ulissi   | Diego Ulissi          | Diego Ulissi                 | Sergio Martín           | Aurélien Paret-Peintre   | Circus-Wanty Gobert      |
| 5     | Andreas Kron   | Diego Ulissi          | Diego Ulissi                 | Baptiste Planckaert     | Andreas Kron             | AG2R La Mondiale         |
| Final | Final          | Diego Ulissi          | Diego Ulissi                 | Baptiste Planckaert     | Andreas Kron             | AG2R La Mondiale         |